# Chataignier
Chataignier – wieś w Stanach Zjednoczonych, w stanie Luizjana, w parafii Evangeline.